# Trondhjems Plads
Trondhjems Plads er en plads mellem Trondhjemsgade og Østbanegade i Indre By (København).
Pladsen er opkaldt efter Trondheim i Norge. Kvarterets gader er primært opkaldt efter norske lokaliteter.
I pladsens midterakse ligger mod nord den ene side af Det Plessenske Palæ, nu Domus Medica, der har indgang fra Kristianiagade. Mod øst ligger på hjørnet af Østbanegade, jugendhuset Glacisgården fra 1904 af Aage Langeland-Mathiesen.
Pladsen prydes af et grønt anlæg og en skulptur i bronze af Diana (1909 af Carl Bonnesen), der er bekostet af legatet Albertina.
I Domus Medica findes Søstjerneskolen, en wellnessklinik og organisationen Yngre Læger. Stort set alle andre bygninger rummer lejligheder.